# Lebensmittelwissenschaften
Der Begriff Lebensmittelwissenschaften (englisch Food Sciences; veraltet auch Bromatologie von griech. broma, Gen. bromatos, Nahrung, Speise und griech. logos, Wort, Lehre, Kunde) fasst verschiedene Wissenschaftsdisziplinen zusammen, die sich mit Lebensmitteln und deren Herstellung und Beschaffenheit beschäftigen. Zu den Lebensmittelwissenschaften zählen Lebensmittelkunde (Lebensmittelwissenschaft im engeren Sinne), Lebensmittelchemie, -mikrobiologie, -hygiene, -technologie, -biotechnologie, Lebensmittelrecht, Qualitätssicherung und Produktentwicklung.

## Gegenstand und Abgrenzung
Lebensmittel bestehen aus Rohstoffen pflanzlicher oder tierischer Herkunft, und für die Herstellung und Kontrolle gesundheitlich unbedenklicher Lebensmittel sind unterschiedliche Wechselwirkungen zu erforschen. Die Lebensmittelwirtschaft und Ernährungswirtschaft bieten ein berufliches Einsatzfeld in Erzeugung, Gewinnung, Verarbeitung sowie Handel von Lebensmitteln.
Im Unterschied zur Ernährungswissenschaft, die Vorgänge bei der Ernährung, der Verdauung und beim Stoffwechsel insbesondere des Menschen, aber auch der Pflanzen und Tiere untersucht, beschäftigt sich die Lebensmittelwissenschaft auch mit der Erforschung von Wechselwirkungen zwischen Verarbeitungsbedingungen und Lebensmitteln.

## Geschichte
An der Landwirtschaftlichen Fakultät der Universität Bonn wurden 1970 die Lebensmittelwissenschaften als eigene Disziplin mit der Berufung von Konrad Pfeilsticker institutionalisiert.
In Kulmbach wurde 2019 ein neues Landesinstitut für vernetzte Lebensmittelwissenschaften gegründet. Der Bereich Angewandtes Lebensmittelrecht und Marktüberwachung wird dabei einen Schwerpunkt des interdisziplinären Institutes bilden.
Heute ist der Forschungsbereich Lebensmittelwissenschaften teilweise eigenständig oder in Kombination mit den Bereichen Lebensmitteltechnologie oder Ernährungswissenschaft an verschiedenen Hochschulen in Deutschland vertreten.

## Studium und Forschung
Ein Studium der Lebensmittelwissenschaften ist in Deutschland an folgenden Universitäten und Fachhochschulen mit unterschiedlichen Schwerpunkten und Fachrichtungen möglich:
- Hochschule Anhalt
- Universität Bayreuth
- Technische Universität Berlin
- Universität Bonn
- Technische Universität Dresden
- Universität Gießen
- Universität Hohenheim
- Universität Jena
- Universität Kiel
- Leibniz Universität Hannover
- Universität Paderborn
- Hochschule Fulda
- Hochschule Niederrhein
- Hochschule Rhein-Waal

Ein Studium der Lebensmittelwissenschaften ist in der Schweiz an der ETH Zürich und der Fachhochschule Bern, in Österreich an der Universität Wien möglich.